# Hannut
Hannut (neerlandeză Hannuit, valonă Haneù) este un oraș francofon din regiunea Valonia din Belgia. Comuna este formată din localitățile Hannut, Abolens, Avernas-le-Bauduin, Avin, Bertrée, Blehen, Cras-Avernas, Crehen, Grand-Hallet, Lens-Saint-Remy, Merdorp, Moxhe, Petit-Hallet, Poucet, Thisnes, Trognée, Villers-le-Peuplier și Wansin. Suprafața totală este de 86,53 km². La 1 ianuarie 2008 comuna avea o populație totală de 14.724 locuitori. 